# Embranchement Picotin
Pour les articles homonymes, voir Picotin.
L'embranchement Picotin est un cours d’eau agricole situé à Saint-Majorique-de-Grantham au Québec (Canada). Il est un affluent de la rivière aux Vaches.